# Domenic Weinstein
Domenic Weinstein (Villingen-Schwenningen, 27 de agosto de 1994) es un deportista alemán que compite en ciclismo en las modalidades de pista, especialista en la prueba de persecución individual, y ruta.
Ganó dos medallas de plata en el Campeonato Mundial de Ciclismo en Pista, en los años 2016 y 2019, y cuatro medallas en el Campeonato Europeo de Ciclismo en Pista entre los años 2015 y 2019.
Participó en los Juegos Olímpicos de Río de Janeiro 2016, ocupando el quinto lugar en la prueba de persecución por equipos.

## Medallero internacional
| Campeonato Mundial | Campeonato Mundial       | Campeonato Mundial | Campeonato Mundial     |
| Año                | Lugar                    | Medalla            | Competición            |
| ------------------ | ------------------------ | ------------------ | ---------------------- |
| 2016               | Londres (Reino Unido)    | Medalla de plata   | Persecución individual |
| 2019               | Pruszków (Polonia)       | Medalla de plata   | Persecución individual |
| Campeonato Europeo |                          |                    |                        |
| Año                | Lugar                    | Medalla            | Competición            |
| 2015               | Grenchen (Suiza)         | Medalla de plata   | Persecución individual |
| 2017               | Berlín (Alemania)        | Medalla de bronce  | Persecución individual |
| 2018               | Glasgow (Reino Unido)    | Medalla de oro     | Persecución individual |
| 2019               | Apeldoorn (Países Bajos) | Medalla de plata   | Persecución individual |